# Episodi di Suburgatory (prima stagione)
La prima stagione della serie televisiva Suburgatory, composta da 22 episodi, è stata trasmessa in prima visione assoluta negli Stati Uniti d'America da ABC dal 28 settembre 2011 al 16 maggio 2012.
In Italia la stagione è stata trasmessa in prima visione da Mya, canale pay della piattaforma Mediaset Premium, dal 21 maggio al 30 luglio 2012.
| nº | Titolo originale      | Titolo italiano              | Prima TV USA      | Prima TV Italia |
| -- | --------------------- | ---------------------------- | ----------------- | --------------- |
| 1  | Pilot                 | Addio New York               | 28 settembre 2011 | 21 maggio 2012  |
| 2  | The Barbecue          | Il barbecue                  | 5 ottobre 2011    | 21 maggio 2012  |
| 3  | The Chatterer         | L'allegra comare di Chatswin | 12 ottobre 2011   | 28 maggio 2012  |
| 4  | Don't Call Me Shirley | Non chiamarmi Shirley        | 19 ottobre 2011   | 28 maggio 2012  |
| 5  | Halloween             | Halloween                    | 26 ottobre 2011   | 4 giugno 2012   |
| 6  | Charity Case          | Fate la carità               | 2 novembre 2011   | 4 giugno 2012   |
| 7  | Sweet Sixteen         | Buon compleanno Tessa        | 16 novembre 2011  | 11 giugno 2012  |
| 8  | Thanksgiving          | Il giorno del ringraziamento | 23 novembre 2011  | 11 giugno 2012  |
| 9  | The Nutcracker        | Il Natale di George          | 7 dicembre 2011   | 18 giugno 2012  |
| 10 | Driving Miss Dalia    | A spasso con Dalia           | 4 gennaio 2012    | 18 giugno 2012  |
| 11 | Out in the Burbs      | Il sesto senso di Tess       | 11 gennaio 2012   | 25 giugno 2012  |
| 12 | The Casino Trip       | Una notte al casinò          | 18 gennaio 2012   | 25 giugno 2012  |
| 13 | Sex and the Suburbs   | Il valore del sesso          | 8 febbraio 2012   | 2 luglio 2012   |
| 14 | The Body              | Il corpo                     | 15 febbraio 2012  | 2 luglio 2012   |
| 15 | Fire with Fire        | Fuoco al fuoco               | 22 febbraio 2012  | 9 luglio 2012   |
| 16 | Poetic Injustice      | Ingiustizia poetica          | 29 febbraio 2012  | 9 luglio 2012   |
| 17 | Independence Day      | Il giorno dell'indipendenza  | 14 marzo 2012     | 16 luglio 2012  |
| 18 | Down Time             | Momenti di sconforto         | 11 aprile 2012    | 16 luglio 2012  |
| 19 | Entering Eden         | Eden                         | 18 aprile 2012    | 23 luglio 2012  |
| 20 | Hear No Evil          | Non sentire il diavolo       | 2 maggio 2012     | 23 luglio 2012  |
| 21 | The Great Compromise  | Il grande compromesso        | 9 maggio 2012     | 30 luglio 2012  |
| 22 | The Motherload        | Responsabilità materne       | 16 maggio 2012    | 30 luglio 2012  |